# Distrito de Manzanares
El Distrito de Manzanares es uno de los quince distritos que conforman la Provincia de Concepción del departamento de Junín, bajo la administración del  Gobierno Regional de Junín, en el centro del Perú. 
Desde el punto de vista jerárquico de la Iglesia católica forma parte de la Arquidiócesis de Huancayo.

## Historia
El distrito fue creado mediante Ley del 16 de enero de 1953, en el gobierno del Presidente Manuel A. Odría.
Es considerado "LA CAPITAL DEL AWKISH, CAPITAL DE LOS PUEBLOS DE CLIMAS MEDICINALES, CONSIDERADO LA MADRE Y MAESTRA DE LA DANZA ANCESTRAL LOS AWKISH" 
Manzanares, distrito de la provincia de Concepción, Región Junín, ubicado a 15 km al noroeste de Huancayo y a 17 km al oeste de Concepción. Lugar paradisíaco y turístico, considerado como la "Capital de los Pueblos de climas medicinales", custodiado por el majestuoso Shaywi, Suyt'u Ulo, Punchaw y Ushño: donde habitan los celosos y sagrados AWKIS y APUS guardianes que protegen y vigilan a su población, además de imponentes atractivos turísticos como las ruinas de Q'oto Q'oto, la Doncella de Wank'a Hukllo, el paraíso de Shilla, los Manantiales de Misk'i Pukio, Punchaw y Ñawin.
Así mismo la Campana hembra que hoy cuelga en la iglesia de Mito fue usurpada por las autoridades de Mito para quitarles a los pobladores del pueblo de Llacuas Huachac hoy distrito de Manzanares.

## Geografía
Tiene una superficie de 20,36 km².

## Capital
La capital del distrito es la localidad de San Miguel. 

## Autoridades

### Municipales
- 2015-2016[2]

- 2011-2014[3][4]
  - Alcalde: José Carlos Inga Cerrón, Movimiento Convergencia Regional Descentralista (CRD).
  - Regidores: Florencio Pedro Lazo Chucos (CRD), Luis Alcides Tovar Ticse (CRD), Vicenta Victoria Cochachi Avila de Rojas (CRD), Jenny Arminda Laura Hurtado (CRD), Carmen Rosa Garagatti Gutiérrez (Fuerza 2011).
- 2007-2010
  - Alcalde: Miguel Ricardo Rojas Dávila.

### Policiales
- Comisario: Sgto. PNP

### Religiosas
- Arquiiócesis de Huancayo[5]
  - Arzobispo: Mons. Pedro Barrego Jimeno, SJ.
- Parroquia 
  - Párroco: Prb. .

## Festividades
31 de diciembre: Salida desde los cerros de la Danza los AWKISH
1 de enero: Gran Concurso Clasificatorio de la Danza Ancestral los AWKISH.
2 de enero: Gran Encuentro de Campeones Nacionales de los Awkish
3 de enero: Gran Cortamonte por cada pandilla de Awkish.
6 de enero: Gran fiesta de los AWKISH Cuarentones
16 de enero: Aniversario de Creación Política. Concurso Nacional de Danzas ancestrales.
1 de mayo. día del trabajador y fiesta Cruz de Mayo Barrio Quipas
2do domingo de mayo: día de la madre.
7 de junio. día de la Bandera
24 de junio: Día del Campesino y RAYACHIKUY
27 de julio: Desfile por Fiestas Patrias.
11 de agosto: Fiesta en Honor a San Miguel Arcángel
12 de agosto: Fiesta Patronal en Honor a Santa Clara de Asís: Feria ancestral del CHHALAKUY (TRUEQUE)
13 de agosto: Gran Tarde Taurina
14 de agosto: Gran festival de la Tunantada. 
23 de Setiembre. Día de la Primavera. 
18 de octubre. la fiesta del RAYACHIKUY
01 y 2 de noviembre Día de los muertos y Todos los Santos, En dicho día se hace los tanta wawa y se realiza las ofrendas a las almas y cada casa hora hacen el camino de flores en sus casas para recibir a sus almas. 
16 de noviembre: Aniversario del Glorioso .I.E. HUAMAN POMA DE AYALA
25 de Diciembre: Navidad.

## Costumbres
- Cuenta con Costumbres propias y únicas. Tal es así que es Madre de la Danza ancestral mitológica de los AWKISH

Significado: En la mitología inkaica y la actual andina, man o espíritu protector, personaje mítico que habita en las altas cumbres, ser protector encamado en los montes, el alma de los cerros elevados. Generalmente se usa en plural: awkikuna, espíritus protectores. SINÓN: Dicha fiesta se realiza en conmemoración a la fiesta del Qapaq Raymi época donde florecen las cementeras y los AWKISH llenos de alegría se desprenden con el sonido del estruendo de un relámpago desde las cumbres organizados en Pandillas para luego descender al distrito saludando a toda la población y a las autoridades. Todos organizados en Pandillas con sus respectivos atuendos originales cuyos significados se remontan a la época pre inca como el llawthu, el tawna, el pitsu Kutuna, etc.  Toda esta festividad dura desde el 31 de diciembre hasta el 3 de enero. 
Las pandilla más antigua es PUNCHAW, luego hizo su aparición Quipas, Patacorral, Kasha Wata y sucesivamente. 
Así mismo, por el esplandor de la danza otros distritos como Chambara y Huachac inventaron su baile queriendo plagiar, lo cual guarda una gran diferencia. del mismo modo el Ministerio de Cultura realizó su reconocimiento pero con un expediente que no se realizó una investigación, donde su escritura, el significado y los autores no tienen fundamento.